# Nolinòidies
Les nolinòidies (Nolinoideae) és una subfamília de la família de les asparagàcies, plantes amb flor monocotiledònies.
Inclou diversos gèneres que en l'antic sistema Cronquist estaven ubicats en altres famílies com les liliàcies. El sistema filogenètic APG III agrupa dins d'aquesta subfamília antigues famílies com ara Convallariaceae, Ruscaceae, Nolinaceae o Eriospermaceae.

## Gèneres
| - Aspidistra - Beaucarnea - Calibanus - Campylandra - Comosperma - Convallaria - Danae - Dasylirion - Disporopsis - Dracaena - Eriospermum - Gonioscypha - Heteropolygonatum - Liriope | - Maianthemum - Nolina - Ophiopogon - Peliosanthes - Polygonatum - Reineckea - Rohdea - Ruscus - Sansevieria - Semele - Speirantha - Theropogon - Tricalistra - Tupistra |